# Сесил, Дейвид
Лорд Эдвард Кристиан Дейвид Гаскойн-Сесил, КП (англ. Edward Christian David Gascoyne-Cecil; 9 апреля 1902 — 1 января 1986) — британский биограф, историк и академик, пользовался обращением «лорд» в качестве титула учтивости.

## Ранняя жизнь и учёба
Дэвид Сесил был младшим из четырёх детей Джеймса Гаскойна-Сесила, 4-го маркиза Солсбери и бывшей леди Сисели Гор (второй дочери Артура Гора, 5-го графа Аррана). Его братьями и сестрами были леди Беатрис Эдит, Милдред Сесил (впоследствии баронесса Харлех), Роберт Гаскойн-Сесил, 5-й маркиз Солсбери (1893—1972) и леди Мэри Элис Сесил (впоследствии Мэри Кавендиш, герцогиня Девонширская). Сесил был хрупким ребёнком. В возрасте 8 лет он страдал туберкулезной железой на шее. После операции он проводил много времени в постели, где развил свою любовь к чтению.
Из-за его слабого здоровья родители позднее отправили его в Итонский колледж, нежели чем его сверстников. После школы он поступил в Крайст-Черч, Оксфорд в качестве студента.

## Карьера
Сесил изучал современную историю в Оксфорде и в 1924 году получил диплом с отличием. С 1924 по 1930 год он был научным сотрудником Вадхэм-колледжа в Оксфорде. Его первой публикацией была The Stricken Deer (1929), исследование поэта Купера, которое впоследствии, впечатлило его, и произвело немедленное влияние как историка литературы. Вскоре последовали исследования Вальтера Скотта, ранних викторианских писателей и Джейн Остин.
В 1939 году он стал феллоу в Новом колледже, Оксфорд, где оставался членом до 1969, после которого стал почетным членом.
В 1947 году он на год стал профессором риторики в Грешем колледже в Лондоне; но в 1948 году он вернулся в Оксфордский университет и оставался там профессором английской литературы до 1970 года. Некоторое время Сесил был членом литературной группы, известной как «Инклинги», в которую входили известные такие авторы, как Д.Р.Р. Толкин, К. Льюис и Оуэн Барфилд. В то время среди учеников профессора Нового колледжа Сесила были Кингсли Эмис, Бидху Бхусан Дас, Р. К. Синха, Джон Бейли, Деннис Бёрден и Людовик Кеннеди.
За время своей академической карьеры Сесил опубликовал исследования Томаса Харди, Уильям Шекспира, Томаса Грей, Дороти Осборн и Уолтера Патер. Помимо своих литературных исследований, он также опубликовал двухтомную историческую биографию лорда Мельбурна (с которым он был дальним родственником) и оценки художников-художников — Огастес Джона, Макса Бирбома, Сэмюэл Палмер и Эдвард Бёрн-Джонс. Выйдя на пенсию, продолжалпубликовать дальнейшие литературные и биографические исследования Уолтера де ла Мара, Джейн Остин, Чарльза Лэмба и Десмонда Маккарти, а также историю своей собственной семьи  The Cecils of Hatfield House  и  Some Dorset Country Houses . Его антология писателей Library Looking Glass вышла в 1975 году.

## Семья
В 1932 году лорд Сесил женился на Рейчел Маккарти (? — 1982), дочери литературного критика сэра Десмонда Маккарти. В браке родилось трое детей:
- Джонатан (Гаскойн-)Сесил (1939—2011), актёр;
- Хью Пенистон (Гаскойн-)Сесил (Hugh Peniston (Gascoyne-)Cecil; род. 1941), актёр и журналист;
- Элис Лора (Гаскойн-)Сесил (Alice Laura Gascoyne-)Cecil; род. 1947), литературный агент.

## Публикации
- The Stricken Deer or The Life of Cowper (1929) [про поэта Уильяма Купера; литературная премия Джеймса Тейта Блэка 1929 года]
- Sir Walter Scott: The Raven Miscellany (1933)
- Early Victorian Novelists : essays in revaluation (1934)
- Jane Austen (1936)
- The Young Melbourne and the Story of his Marriage with Caroline Lamb (1939; переиздана в 1948 и 1954)
- The English Poets (1941)
- The Oxford Book of Christian Verse (1941) [редактор]
- Men of the R.A.F. (1942) [вместе с Уильям Ротенштейн
- Hardy the Novelist: an Essay in Criticism (1942)
- Antony and Cleopatra, четвёртая мемориальная лекция Уильяма Пейтона Кера в Университетe Глазго, 4 мая 1943 (1944)
- Poetry of Thomas Gray (1945) [Warton Lecture]
- Two Quiet Lives (1948)
- Poets & Story-tellers (1949) [эссэ]
- Reading as One of the Fine Arts (1949) первая лекция перед Оксфордским университетом 28 мая 1949 года
- Lord M, or the Later Life of Lord Melbourne (1954)
- Walter Pater--the Scholar Artist (1955) Rede Lecture
- Augustus John: Fifty-two Drawings (1957)
- The Fine Art of Reading and Other Literary Studies (1957)
- Modern Verse in English 1900—1950 (1958) [редактор вместе с Алленом Тейтом]
- Max (1964) [биография Макса Бирбом]
- Visionary and Dreamer : Two poetic painters, Samuel Palmer & Edward Burne-Jones (1969)
- The Bodley Head Beerbohm (1970) [редактор]
- Max Beerbohm: Selected Prose (1970) [редактор]
- A Choice of Tennyson’s Verse (1971) [редактор]
- The Cecils of Hatfield House: a Portrait of an English Ruling Family (1973)
- Walter de la Mare (1973)
- A Victorian Album: Julia Margaret Cameron and her Circle (1975) [с Грэм Овенден]
- Library Looking-Glass (1975) [антология]
- Lady Ottoline’s Album (1976)
- A Portrait of Jane Austen (1978)
- A Portrait of Charles Lamb (1983)
- Desmond MacCarthy, the Man and His Writings (1984) [редактор]
- Some Dorset Country Houses (1985)